# Parlement communal de l'électorat de Hesse

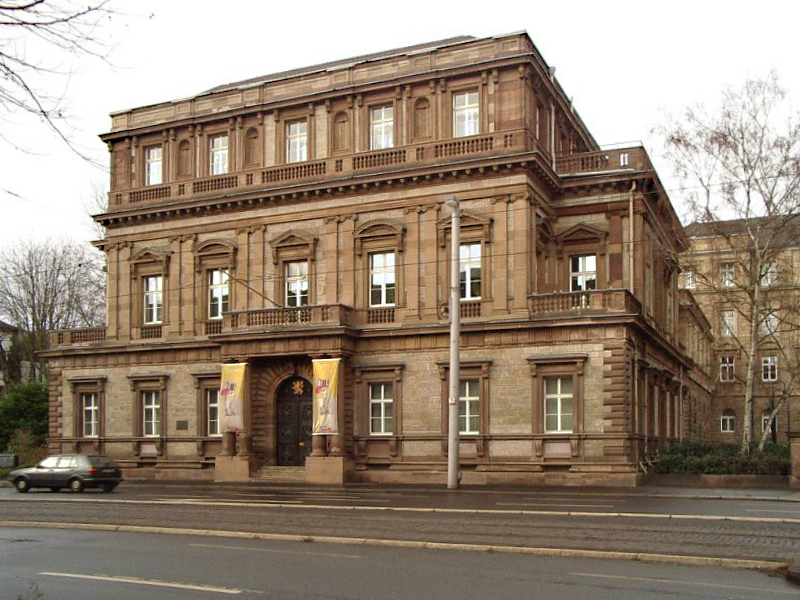
Maison des États à Cassel

Le parlement communal de l'électorat de Hesse (également connu sous le nom de Parlement communal de Cassel) est un parlement de la province prussienne de Hesse-Nassau. Il est situé au-dessous du niveau du parlement provincial de Hesse-Nassau (de) et existe entre 1868 et 1933 dans le district de Cassel. La période électorale dure six ans et le nombre de députés dépend de la population.
Alors qu'un parlement provincial est formé pour chaque province du royaume de Prusse, un parlement communal est formé pour chacune des trois régions après l'annexion du duché de Nassau, de l'électorat de Hesse et de la ville libre de Francfort :
- le parlement communal de l'électorat de Hesse,
- le parlement communal de Nassau et
- l'Association communale de Francfort.

L'Association communale de Francfort existe jusqu'à la réorganisation par l'ordre provincial de la province de Hesse-Nassau le 8 juin 1885 et est ajouté au district de Wiesbaden.

## Composition
Le premier parlement communal se compose de 64 députés et sa composition est basée sur l'Assemblée des États de l'électorat de Hesse. La première réunion a lieu le 25 octobre 1868 dans la Maison des États (de) à Cassel. Le lieu de réunion est conservé jusqu'à la dissolution du parlement communal en 1933. La taille du parlement communal ne change pas jusqu'à la réorganisation par l'ordonnance provinciale pour la province de Hesse-Nassau du 8 juin 1885 ; mais les arrondissements du district forment désormais l'"Association du district de Cassel", une association communale supérieure qui reprend dans le district les tâches remplies par l'association provinciale dans les autres provinces prussiennes. Ce n'est que lors du parlement communal suivant, en 1886, que le nombre de députés est réduit à 55.
Les députés sont élus au suffrage indirect jusqu'en 1920. Ce n'est qu'après l'adoption de la loi sur les élections aux assemblées provinciales et d'arrondissements du 3 décembre 1920 que les députés sont élus au suffrage universel, égal, secret et direct.
Avec l'incorporation de l'État libre de Waldeck-Pyrmont dans la province de Hesse-Nassau le 1er avril 1929, des élections supplémentaires au parlement communal ont lieu en juin 1929.
La 65e assemblée du parlement communal, le 5 avril 1933, est la dernière. Ensuite, le parlement communal est dissous par la loi du 17 juillet 1933 sur le transfert de compétences des parlements provinciaux (communales), de l'assemblée de l'association du bassin houiller de la Ruhr et des conseils d'arrondissement aux comités provinciaux (d'État), au comité de l'association et aux comités d'arrondissement.

## Résultats des élections
Les premières élections directes pour le parlement communal ont lieu le 21 février 1921. La dernière élection a lieu le 12 mars 1933.
| Résultats des élections pour le parlement communal de l'électorat de Hesse en pourcentage |     |      |      |     |         |     |      |         |      |       |                       |                 |
|                                                                                           | KPD | USPD | SPD  | DDP | Zentrum | DVP | DNVP | citoyen | DR   | NSDAP | Taux de participation | Votes invalides |
| 21/02/1921                                                                                | 4.8 | 2.7  | 34,8 | 7.4 | 13.7    | 3.3 | 3.4  | –       | 29,9 | –     | –                     | 1.8             |
| 29/11/1925                                                                                | 6.7 | –    | 33:1 | 5.6 | 14.9    | –   | –    | 6.2     | 33,5 | –     | –                     | –               |
| 17/11/1929                                                                                | 6.5 | –    | 32,8 | 4.7 | 13.0    | 3.2 | –    | 5.5     | 27,9 | 0 6,3 | –                     | –               |
| 12/03/1933                                                                                | 7.0 | –    | 21.2 | 0,9 | 10.9    | –   | 7.5  | –       | –    | 52,6  | –                     | –               |

Il en résulte la répartition suivante des sièges :
| Répartition des sièges pour le parlement communal |     |      |     |     |         |     |      |         |    |       |       |
|                                                   | KPD | USPD | SPD | DDP | Zentrum | DVP | DNVP | citoyen | DR | NSDAP | Total |
| 10/05/1920                                        | 0   | 4    | 19  | 8   | 9       | 0   | 12   | –       | 11 | –     | 63    |
| 21/02/1921                                        | 2   | 1    | 18  | 4   | 7       | 2   | 0 2  | –       | 16 | –     | 52    |
| 29/11/1925                                        | 3   | –    | 15  | 3   | 7       | –   | 0 –  | 0       | 15 | –     | 43    |
| 17/11/1929                                        | 3   | –    | 15  | 2   | 6       | 2   | 0 –  | 3       | 11 | 0 3   | 45    |
| 12/03/1933                                        | 3   | –    | 0 9 | 0   | 5       | –   | 0 3  | –       | –  | 23    | 43    |

## Présidents
Pendant l'existence du parlement communal de Kassel, neuf personnes occupent la présidence. Entre 1918 et 1932, Alexander von Keudell (de) est président du parlement communal à trois reprises.
- Karl Waitz von Eschen (de) 1868–1871
- Ferdinand von Schutzbar (de) 1872–1890
- Hans von der Malsburg (de) 1890–1899
- Karl Rabe von Pappenheim (de) 1899–1917
- Alexander von Keudell (de) 1918–1919
- Eduard Harnier (de) 1919
- Georg Antoni (de) 1920
- Alexander von Keudell 1921–1929
- Franz Becker (de) 1930
- Alexander von Keudell 1931–1932
- Karl Patry (de) 1933